# Nkéni
La Nkéni est un cours d'eau de la république du Congo, l'un des affluents du Fleuve Congo, située dans la région des Plateaux. La rivière prend sa source aux environs de Djambala notamment au village Otchuankié à une altitude de 600 mètres et passe aussi à Gamboma,.